# Туризм в Мурманской области
Туризм в Мурманской области — часть туризма в России на территории Мурманской области.
Государственное управление туризмом в области осуществляет Министерство экономического развития Мурманской области.

## История развития туризма в Мурманской области
В 1999 году был принят закон «О туристской деятельности» в Мурманской области.
В 2002 году в Мурманской области было 52 зарегистрированных туристических фирм, выдано 28 лицензий для туристических операторов и 38 для туристических агентств.
По состоянию на 2004 год в Мурманской области действовало 56 предприятий гостиничного типа на 4140 мест, а также 57 специализированных предприятий (туристических баз, санаториев-профилакториев, домов охотника, баз отдыха, в том числе ведомственных). 23 % от общего их числа номерного фонда составляли гостиничные номера без удобств , 11 % — номера класса «люкс» (большей частью в Мурманске).
В 2008 году был принят Закон Мурманской области от 09.04.2008 № 949-01-ЗМО «О государственной поддержке развития туризма в Мурманской области», также Постановлением Правительства Мурманской области от 22.08.2008 № 400- ПП/14 была утверждена Долгосрочная целевая программа «Развитие туризма в Мурманской области» на 2009—2011 годы. Данные нормативные правовые акты направлены на повышение роли туризма в экономическом и социально-культурном развитии региона.
В 2014 году в связи кризисом 2013—2014 годов наблюдался спад туристического потока.
По состоянию на 2015 год в Мурманской области действовало более 130 организаций, которые предоставляли туристические услуги, причём в половине из этих организаций туристическая деятельность составляла основной вид экономической деятельности.
По состоянию на 2017 год порядка 75 % туристических фирм региона оказывали услуги в области выездного туризма, 43 % — специализировались на продажах внутрироссийских туров, 40 % — были ориентированы на внутренний региональный туристический продукт. В 2017 году в Европе, странах Юго-Восточной Азии, Китае и на Ближнем Востоке при поддержке Национальных туристских офисов Visit Russia было произведено исследование, изучающее портрет иностранного туриста в России. По результатам этого исследования выяснилось, что для респондентов на первом месте по популярности являются события, которые связаны с уникальными природными явлениями, одим из которых выделили окончание полярной ночи в Мурманске.
В 2018 году Мурманскую область посетило более 400 тысяч человек, 36,1 тысяч из которых составляли иностранные туристы. Около 45 % въездного туристического потока в Мурманскую область составляют туристы из Восточной Европы, около 20 % — из Северной Европы, около 12 % — из Центральной Европы, около 23 % — туристы из Азиатско-Тихоокеанского региона, других стран Азии, а также страны СНГ. Среди иностранцев популярными являются рыболовство, охота, а также Праздник Севера. Также въездной поток обусловлен арктическими круизами из Мурманского порта, из которого проходят на Северный Полюс, архипелаг Шпицберген и к Земле Франца Иосифа.
В 2019 году в Мурманской области открыли единый туристский информационный центр. По состоянию на 2019 год туристические компании области предлагали около 80 направлений по региону, относящихся к активным видам туризма.
- Горнолыжный туризм в Кировске
- Полярное сияние над Кандалакшей
- Скалы Териберки. «Логово дракона»
- Горнолыжный комплекс «Большой Вудъявр», Кировск

## Виды туризма в Мурманской области

### Горнолыжный туризм
Город Кировск является одним из центров российского горнолыжного спорта. В районе города действует два подготовленных горнолыжных комплекса:
- «Большой Вудъявр» (южный и северные склоны горы Айкуайвенчорр: 5 бугельных подъёмников, кресельный и гондольно-кресельный подъёмник);
- «Кукисвумчорр» (южный склон горы Кукисвумчорр, 3 бугельных подъёмника, беби-лифт, 6 трасс).

В 2014 году открыта гондольно-кресельная канатная дорога на северном склоне горы Айкуайвенчорр.
Также в окрестностях города имеются возможности для занятий фрирайдом и бэккантри. На склонах гор Айкуайвенчорр и Кукисвумчорр с 1937 года проходят всесоюзные и республиканские соревнования. На склонах горы Кукисвумчорр каждый год проходит этап соревнований по фрирайду Freeride World Qualifier 1* и Открытый Кубок Хибин по фрирайду (Khibiny Open Cup). В Хибинах развиваетяся парапланеризм.
Горнолыжный сезон длится с конца ноября по середину мая. В 2016 году благодаря обильным снегопадам сезон длился до середины июня. В связи с коротким световым днём зимой высокий сезон в Кировскае длится с 15 марта по 9 мая.
У подножья горы Куэльпорр расположена туристическая база «Куэльпорр». Турбаза находится в 25 километрах от Кировска и связывается с ним летней грунтовой дорогой. Куэльпорр является популярным местом для туристов, путешественников и альпинистов и используется в основном для однодневных поездок. На турбазе расположена небольшая гостиница и баня.

### Геологический туризм
Одним из популярных геологических туристических маршрутов является место с мемориалом ферсмановской Хибинской исследовательской горной станции АН СССР «Тиетта» (1930—1938), сгоревшей во время Второй Мировой войны и впоследствии преобразованной в Кольский филиал АН СССР (ныне Кольский научный центр РАН).

### Промышленный туризм
В городе Кировск разработана специализированная экскурсионная программа на территории промышленных объектов АО «Апатит». В рамках данного тура имеется возможность посетить Музейно-выставочный центр АО «Апатит», учебный подземный полигон на Кировском руднике, смотровую площадку Восточного рудника, смотровую площадку карьера Центрального Расвумчоррского рудника, апатито-нефелиновую обогатительную фабрику (АНОФ-3). Посетители в сопровождении экскурсоводов знакомятся с историей предприятия и могут увидеть работу подземной карьерной техники, горнообогатительного оборудования, а также наблюдать другие производственные процессы.
Также властями региона рассматривалась возможность открытия для посещения туристами Кольской сверхглубокой скважины. Данное предложение было включено в концепцию развития Печенгского района.
С октября 2022 года в пгт Никель действует туристический маршрут «Шпиль 555», проходящий по территории заброшенного никелево-медного рудника и Печенгским тундрам.

### Событийный туризм
Ежегодно (с 2008 года) у подножия Хибинских гор вблизи города Кировск возводится «Снежная деревня» — комплекс сооружений из снега и льда определённой тематики, который создают художники-оформители и скульпторы из различных регионов России. «Снежная деревня» с олимпийской тематикой площадью 2,014 тысячи квадратных метров в 2012 году вошла в «Книгу рекордов России» как самое большое по площади закрытое целевое сооружение из снега.
Ежегодно на территории экскурсионно-туристического центра «Снежная деревня» проводится международный фестиваль снежных фигур «Снеголёд», попавший в топ-200 лучших мероприятий России на 2019 год.
- Полярное сияние над скалами Териберки
- Кайтселинг в Териберке
- Экскурсия в музее «Петроглифы Канозера»
- Туристическая палатка в Печенгском районе

### Этнокультурный туризм
Мурманская область является одним из регионов популярным у российских и зарубежных туристов для этнического туризма, а также регионом, где активно представлен сельский этнографический туризм.
В селе Ловозеро в Ловозерском районе для посещения туристами открыта деревня «Сам-сыйт», в которой туристы имеют возможность познакомиться с культурой, традициями и бытом коренного народа Кольского полуострова — саамов. Гостевой дом оформлен в стиле культуры саами, но имеет современные удобства. В музее под открытым небом можно увидеть деревянные статуи, вигвамы, а также предметы быта саамов. Для посетителей организованы катание на оленьих упряжках и снегоходах, а также разрешается кормить оленей с рук. Гостям предлагаются блюда саамской кухни: лим, пудзе вэнч, кулль-вярр, вороника в оленьем жире, пакула, ловозерский хлеб. В 2017 году «Сам-сыйт» посетило более 10 тысяч туристов — по три-четыре туристических группы в день (до 120 человек).

### Экологический туризм
Ежегодно более 15 тысяч туристов посещают особо охраняемые природные территории Мурманской области. Популярностью у туристов пользуется природный парк «Полуострова Рыбачий и Средний», открытый в 2014 году.
По состоянию на 2019 год в области было обустроено 16 экологических троп в различных особо охраняемых природных территориях. Три экологических тропы организованы на территории населённых пунктов.
В Полярно-Альпийском ботаническом саду для знакомства с флорой региона организованы две экологические тропы. Познавательный пешеходный маршрут «Тропой географов» был создан в середине 1930-х годов и является старейшей экологической тропой Кольского полуострова. Тропа проходит по северо-восточному склону горы Вудъяврчорр и знакомит туристов с растительностью трёх высотных поясов Хибин — смешанный таёжный лес, берёзовое криволесье и гольцовые арктические пустыни, а также с панорамными видами Хибин. На территории опытного участка Полярно-Альпийского ботанического сада, находящегося около города Апатиты, проложена экологическая тропа, проходящая через сосновый лес, дендрарий и другие коллекции древесных растений, Щучье озеро. Дендрологическая коллекция на данной тропе представлена северными и высокогорными видами и организована по географическому принципу для знакомства с древесными и травянистыми растениями Сибири, Камчатки, Северной Европы, Северной Америки, горных регионов Азии.
В 2018 году в Мурманске вокруг Семёновского озера был организован первый экологический образовательный пешеходный маршрут длиной 5 километров. На протяжении этого маршрута туристы имеют возможность посетить сразу несколько природных зон: тундру, лесотундру и болота. Вдоль маршрута установлены знаки и стенды с информацией про природно-ландшафтные достопримечательности региона.
В Лапландском государственном биосферном заповеднике проложено 10 экологических троп, на которых посетители могут познакомиться с разнообразными видами животных, птиц и рыб, в том числе и с северными оленями, а также девственными лесами, в которых произрастают сосны Фриза и сибирские ели возрастом от 400 до 600 лет.
В природном заповеднике «Пасвик» организована экологическая тропа посреди самых северных коренных сосновых лесов в Европе. Пешеходный экскурсионный маршрут направлен на остров Валаама к дому-музею норвежского орнитолога Ханса Сконнинга. Также построена смотровая орнитологическая вышка.
Во время фестиваля «Териберка. Новая жизнь» рядом с селом Териберка в целях знакомства с экосистемой арктической тундры была создана экологическая тропа на птичий базар, расположенный на берегу Баренцева моря.
В 2014 году в Терском районе была оборудована эколого-краеведческая тропа «Старинная поморская деревня Умба» длиной 5,5 километров. Тропа пролегает через историческую часть посёлка Умба и далее проходит вдоль правого берега реки до её устья в Белом море. На тропе оборудованы стоянки для отдыха и смотровая площадка. Информационные щиты вдоль тропы рассказывают об истории Умбы, традиционных промыслах поморов, флоре и фауне Терского берега. Ежегодно данный пешеходный маршрут проходят от 3 до 4 тысяч туристов.
В 2016 году в заказнике «Сейдъявр» в районе Сейдозера была организована экологическая тропа длиной 2 километра, на которой разместили туристическую информационную навигацию и оборудовали места для отдыха. В 2017 году в заповеднике обустроили экологическую тропу для людей с ограниченными возможностями.
- Чучело выдры в визит-центре заповедника «Пасвик»